# Гришаї (заказник)
Гришаї — ландшафтний заказник місцевого значення в Україні. Заказник розташований між селами Лиса Балка, Гришаї та Дубовики Васильківського району. До нього відноситься балки Мокра та Суха Чаплини в середній течії, які є лінійними ландшафтними коридорами від долини річки Самара до природних ядер басейну річки Вовчої (річки — Балка Петрикова, Балка Журавлина, Берестова, Кам'янка).
Схили балок вкриті степовими екосистемами та містять рідкісні види флори та фауни.
Площа 134,24 га, створений у 2009 році.
Назву отримав від одного із сіл, що розташовані в межах даної балкової системи.